# ۷۸۸ (قمری)
۷۸۸ (قمری)، هفتصد و هشتاد و هشتمین سال در گاهشماری هجری قمری است. اول محرم این سال برابر با دهم فوریه سال ۱۳۸۶ میلادی است.

## وابسته
- مرینیان